# Lynn (配音員)
Lynn（6月1日—）是日本的女性聲優，混血儿，父亲为美国人，ARTSVISION所屬，成長於新潟縣（出生地為神奈川縣）。

## 人物
興趣：看電影、攝影、打桌球
由聲優事務所ARTSVISION附屬的聲優養成所日本播音演技研究所畢業。
喜歡貓科動物，最喜歡的歌手是絢香，最喜歡的食物是拉麵。

## 出演作品
- 粗體字為主要角色

### 電視動畫
2012年
- 櫻花莊的寵物女孩（聲優養成所的導師）
- 火影忍者疾風傳（學院學生）
- 爆漫王。（助手）

2013年
- 我女友與青梅竹馬的慘烈修羅場（戀人、女學生A）
- 銀狐（森田）
- 鎖鎖美小姐@不好好努力（同學C）
- 楚楚可憐超能少女組（郁夫）
- 魔奇少年（艾羅）
- 機械學報告（女記者）

2014年
- 惡魔的謎語（女導師B、女學生）
- 月刊少女野崎同學（女學生、女主角、雷琪兒）
- 生存遊戲社（經堂麻耶[4]）
- 最近，妹妹的樣子有點怪？（網球俱樂部部長、神前夕哉（幼年））
- BABY GAMBA（シオジ[5]）
- 魔法科高中的劣等生（廣播員）
- LoveLive! 2nd Season（同學）
- 飆速宅男（佳奈）

2015年
- 亞爾斯蘭戰記（侍女）
- 機動戰士鋼彈 鐵血孤兒（昌弘（幼年））
- GATE 奇幻自衛隊（馬車中少女、廣播員、店員、朵拉）
- 攻殼機動隊（少女）
- 彗星·路西法（宗吾·天城（幼年））
- 銃皇無盡的法夫納（操作者A、女子學生）
- 死亡遊行（三浦秀（幼年））
- ふなっしーのふなふなふな日和（ぐれっしー[6]）
- 可塑性記憶（齋藤里穗）
- 青年怪醫黑傑克（迪艾拉）
- 槍與面具（希露比婭·瑪羅[7]）
- 亂步奇譚 拉普拉斯的遊戲（護士）

2016年
- 重裝武器（操作員）
- 疾走王子Alternative（小孩）
- NORN9 命運九重奏（同級生1）
- GATE 奇幻自衛隊 第2期（繆緹、騎士、女騎士）
- Dimension W －第四次元－（廣瀨敦子）
- 最弱無敗神裝機龍（莉姿夏爾蒂·亞提司瑪特[8]）
- 赤髮白雪姬 第2期（基德）
- 迷家（豆漿拿鐵、小P）
- 文豪Stray Dogs（中島敦〈幼年〉）
- 雙星之陰陽師（蹉跎櫻[9]）
- 黑骸（麗塔）
- 高校艦隊（宗谷真白[10]）
- 齊木楠雄的災難（女學生A、板野依子）
- WWW.WORKING!!（小齊藤）
- 文豪Stray Dogs 第2期（中島敦〈幼年〉）
- 競女!!!!!!!!（神無望[11]）
- Lostorage incited WIXOSS（女性選擇者）

2017年
- 風夏（秋月風夏[12]）
- 學園少女突襲者（李野田真乃）
- 亞人醬有話要說（小鳥遊緋毬[13]）
- ElDLIVE宇宙警探（妮諾奇嘉[14]）
- 偶像事變（不動瑞希[15]）
- 烙印勇士 第2期（賽路畢克〈少年時代〉）
- 境界之輪迴 第3期（少女靈）
- 猜謎王（矢木明日香）
- 人馬小姐不迷茫（若牧綾香）
- 歡迎來到實力至上主義的教室（佐藤麻耶）
- Just Because!（小宮惠那[16]）
- 奇諾之旅 -the Beautiful World- the Animated Series（師父[17]）
- 魔法使的新娘（亞莉〈茉莉的女兒〉）
- 泥鯨之子們在沙地上歌唱（伊提亞）
- ROBOMASTERS THE ANIMATED SERIES（蕭若涵[18]）

2018年
- 比宇宙更遠的地方（鮫島弓子）
- 精靈寶可夢 太陽&月亮 (サーラ)
- 愛吃拉麵的小泉同學（女性記者）
- 童話魔法使（尤米莉雅·卡贊[19]）
- 七美德（拉斐爾[20]）
- 賽馬娘 Pretty Derby（丸善斯基）
- 魔法少女網站（瀧口旭）
- 和風喫茶鹿楓堂（砂子）
- 音樂少女（金時琴子[21]）
- 百鍊霸王與聖約女武神（西格恩）
- Angolmois 元寇合戰記（輝日[22]）
- 茜色少女（燈中優[23]）
- 隔壁的吸血鬼美眉（夏木日向[24]）

2019年
- 飛翔吧！戰機少女（宋明華[25]）
- 約定的夢幻島（吉爾妲[26]）
- 不愉快的妖怪庵 續（繪源）
- 天使降臨到我身邊！（松本香子[27]）
- 巴哈姆特之怒 -Manaria Friends-（波比）
- 我們真的學不來！（桐須真冬[28]）
- 炎炎消防隊（普林賽斯火華[29]）
- 艾梅洛閣下II世事件簿 -魔眼蒐集列車 Grace note-（菲）
- 普通攻擊是全體二連擊，這樣的媽媽你喜歡嗎？（梅迪）
- 神田川JET GIRLS（珍妮佛·碧琪[30]）
- 我們真的學不來！第2期（桐須真冬）
- Dr.STONE 新石紀（莉莉安·溫伯格）
- 歌舞伎町夏洛克（高峰富士子）
- 刀劍神域 Alicization War of Underworld（謝達·辛賽西斯·推魯弗）

2020年
- 戀愛中的小行星（遠藤幸）
- 少女前線 人形小劇場 狂亂篇（Gr MP7）
- SHOW BY ROCK!!活力棉花糖!!（拉拉凜）
- 炎炎消防隊 貳之章（普林賽斯火華）
- 刀劍神域 Alicization War of Underworld -THE LAST SEASON-（謝達·辛賽西斯·推魯弗）
- 賽馬娘四格（丸善斯基）
- 食戟之靈 豪之皿（艾索爾）
- 弩級戰隊HXEROS（叢雨紫子）
- 貓貓日本史（姫鶴一文字、甲斐姬、弟子A）
- 『催眠麥克風 -Division Rap Battle-』Rhyme Anima（愛麗絲·伊諾森特·特雷達）
- 魔女之旅（米菈羅賽）
- 熊熊勇闖異世界（莎妮亞）
- 黃金神威 第3期（菲娜）
- 蠟筆小新（古喬帕）

2021年
- 賽馬娘 Pretty Derby Season 2（丸善斯基）
- 約定的夢幻島 第2期（吉爾妲）
- 無職轉生～到了異世界就拿出真本事～（莉莉雅·格雷拉特）
- Dr.STONE 新石紀 第2期（莉莉安·韋恩伯格）
- 工作細胞BLACK（白血球〈8787〉）
- SHOW BY ROCK!! STARS!!（拉拉凜）
- 奇蛋物語 Wonder Egg Priority（葵）
- 魔道祖師（羅青羊）
- Fairy蘭丸（千佳）
- Tropical-Rouge！光之美少女（水島泳子）
- RE-MAIN（川窪智奴）
- 白沙的Aquatope（久高夏凜）
- 暗夜第六感 2041（武藤玲佳）
- 魔法科高中的優等生 （一色愛梨）
- 急戰5秒殊死鬥（伏十字瑪麗）
- 月光下的異世界之旅（阿庫亞）
- 關於我轉生變成史萊姆這檔事 第2期（露米納斯·瓦倫泰）
- Muv-Luv Alternative（鎧衣美琴[31]、鎧衣尊人）
- BUILD DIVIDE -#000000-（瑪格麗亞）
- SAKUGAN（デルフィ）

2022年
- 群青的開幕曲（北見田子[32]）
- BUILD DIVIDE -#FFFFFF-（瑪格麗亞）
- 契約之吻（夕桐綾乃[33]）
- 歡迎來到實力至上主義的教室 2nd Season（佐藤麻耶）
- 聯盟空軍航空魔法音樂隊 光輝魔女（川口文代）
- 機動戰士GUNDAM 水星的魔女（米奧琳涅·連布蘭[34]）
- 我家師傅沒有尾巴（椿白良[35]）
- 某天早晨變成模擬人頭麥克風後我的人生（鐘ヶ淵つるぎ[36]）
- 後宮之烏（薛魚泳〈少年時代〉）

2023年
- 真·進化果實～不知不覺踏上勝利的人生～（蓓朵麗絲·洛葛那[37]）
- 異世界悠閒農家（莉亞[38]）
- JoJo的奇妙冒險 石之海（佩拉·普奇）
- 放學後失眠的你（蟹川素子[39]）
- 【我推的孩子】（齊藤京子）
- 熊熊勇闖異世界 PUNCH！（莎妮亞）
- 藍色管弦樂（立花靜[40]）
- Fate/strange Fake -Whisper of Dawn-（Assassin[41]）
- 森貝兒家族 芙蕾雅的Go For Dream!（塞拉菲娜）
- 撿走被人悔婚的千金，教會她壞壞的幸福生活（艾露卡·克勞福德[42]）
- 想當冒險者前往都市的女兒成為S級（尤莉[43]）
- 哥布林殺手II（銀髪侍女）
- 『催眠麥克風 -Division Rap Battle-』Rhyme Anima+（愛麗絲·伊諾森特·特雷達）

2024年
- 月光下的異世界之旅 第二幕（阿庫亞[44]）
- 秒殺外掛太強了，異世界的傢伙們根本就不是對手。（高遠朝霞[45]）
- 明治擊劍-1874-（黑木千里[46]）
- 歡迎來到實力至上主義的教室 3rd Season（佐藤麻耶）
- 轉生為第七王子，隨心所欲的魔法學習之路（希露法[47]）
- 關於我轉生變成史萊姆這檔事 第3期（露米納斯·瓦倫泰）
- THE NEW GATE（莉昂·修特萊爾·貝爾利希特[48]）
- Re:Monster（女騎士）
- Unnamed Memory 無名記憶（切琪莉亞）
- 無職轉生 II ～到了異世界就拿出真本事～（莉莉雅·格雷拉特）
- 被稱為廢物的原英雄，被家裡流放後隨心所欲地活下去（セリア）
- 為何我的世界被遺忘了？（花琳[49]）
- 【我推的孩子】 第2期（齊藤美彌子）
- 杖與劍的魔劍譚（蕾安娜·歐文索斯[50]）
- 狼與辛香料 MERCHANT MEETS THE WISE WOLF（艾莉莎·修汀哈姆[51]）
- 尋神的旅途（白珠龍[52]）
- 女僕冥土小姐（新田／葛蕾絲[53]）
- 七大罪 啟示錄四騎士 第2期（迪奧多拉）
- Murder Mystery of the Dead（久世蘭奈[54]）
- Fate/strange Fake（年末特別篇）（Assassin[55]）

2025年
- 最弱技能《果實大師》 ～關於能無限食用技能果實（吃了就會死）這件事～（蕾娜·弗洛利亞[56]）
- 藥師少女的獨語（姶良[57]）
- 魔神創造傳（紅紅）
- 超超超超超喜歡你的100個女朋友（美杉美美美[58]）
- 一兆＄遊戲（白虎明璃[59]）
- 賽馬娘 蘆毛灰姑娘（丸善斯基[60]）
- 炎炎消防隊 參之章（普林賽斯火華[61]）
- 光逝去的夏天（佐藤）
- 轉生為第七王子，隨心所欲的魔法學習之路 第2期（希露法[62]）
- Bad Girl 不良少女（清木清[63]）
- 不中用的前輩。（鐵輪梓[64]）
- Fate/strange Fake（Assassin[65]）

### OVA
2015年
- 英雄派遣公司（劍·咲[66]）※漫畫第8卷DVD附贈特裝版

2017年
- 高校艦隊（宗谷真白）
- 亞人醬有話要說（小鳥遊緋毬）

2018年
- 噬血狂襲III（狄珊珀）

2019年
- 噬血狂襲III（狄珊珀[67]）
- 天使降臨到我身邊！（松本香子）

### 劇場版
2013年
- 女神異聞錄3 劇場版 第一章 春生（惡棍D）

2014年
- STAND BY ME 哆啦A夢

2015年
- 颱風的諾爾達（桃井老師、西條健太（七歲））

2017年
- 瑪麗與魔女之花（吉普）

2018年
- 我想吃掉你的胰臟（山內櫻良[68]）

2020年
- 劇場版 高校艦隊（宗谷真白）
- 喬瑟與虎與魚群動畫版（岸本花菜）

2025年
- 鬼滅之刃劇場版 無限城篇（戀雪）

2026年
- 劇場版 關於我轉生變成史萊姆這檔事 蒼海之淚篇（魯米納斯[69]）

### 網路動畫
2015年
- NINJA SLAYER忍者殺手（妓女、ブナコ、電子聲音）
- 怪物彈珠（水澤葵[70]）

2016年
- 星期一的豐滿（女性職員）

2017年
- 機動戰士鋼彈 雷霆宙域戰線（ジャニス・ハラウェイ）

2020年
- 破曉之翼（索妮亞）

2023年
- 關於我轉生變成史萊姆這檔事 柯里烏斯之夢（魯米納斯[71]）

2025年
- 新星GALVERSE（MOMO[72]）

### 數位漫畫
2014年
- 我的初戀情人（種田繭[73]）

### 遊戲
2013年
- Conception 2 七星的引導與瑪祖爾的惡夢（風子[74]）
- 星霜のアマゾネス（日语：星霜のアマゾネス）（天使）

2014年
- 海盜幻想曲（艾米利亞[75]）
- 合體 RPG 魔女妮娜與土塊戰士
- SCHOOLGIRL STRIKERS（李野田真乃[76]）
- 天空艦隊（魯奇諾維斯、薩基、蒂法、科迪亞、約瑟夫）
- FANTASY x RUNNERS 2（ピヨ、諾拉、ユリリ）
- 妖怪百姬（鬼）
- 魔女異聞錄：伊絲塔利亞傳說（伊絲塔）

2015年
- 我家公主最可愛（雪獸姫 シュシュ・スノーマン）
- XUCCESS HEAVEN（山崎冬花、澤武福）
- 超真實麻將（悠）
- 小小亞瑟王（乙姬）
- 公主之塔（瓦利亞、亞歷克西婭）
- 漂移女孩（蘇利耶）
- 聖火降魔錄 if （阿庫婭[77]）
- 不可思議編年史不獲勝利絕不回頭（可可）
- BRAVELY ARCHIVE D's report（天狗）
- ミリ姫大戦 −Militärische Mädchen−（ヴァンデリュア、ティモシェンコ）
- 潛龍諜影V 幻痛（士兵）
- 鐵金剛少女 Z Online（リヒテル様）

2016年
- 徽章戰士女孩任務（源靜）
- 鬥陣特攻（周美靈）※日本語版
- 魔法使いと黒猫のウィズ(アデレード・シラー）
- 偶像事變（不動瑞希[78]）

2017年
- 東京偶像計畫（美沙紀[79]）
- 聖火降魔錄 英雄雲集（阿庫婭）
- 碧藍航線（布魯克林、菲尼克斯、香檳、武藏）

2018年
- 永恆冒險（蕾）

2019年
- 惡魔獵人5（妮可[80]）
- 噬血代碼（伊奧）
- Crash Fever（薇琪）

2020年
- 神田川JET_GIRLS（珍妮佛·碧琪[81]）
- 超異域公主連結☆Re:Dive（克蕾琪塔／克蕾雅·波楊西亞[82]）

2021年
- 賽馬娘 Pretty Derby（丸善斯基）
- 審判之逝：湮滅的記憶（望月・S・英美里）
- 真·女神轉生V（樹島サホリ）
- 寶可夢大師（索妮亞）

2022年
- 拳皇XV（伊絲拉、裏・威爾斯）
- 原神（「少女」哥倫比婭）
- 偶像榮耀（fran）
- 無期迷途（蔻蔻）

2023年
- 神魔之塔（驕陽永耀・阿圖姆）
- 伊苏X -北境历险-（卡嘉・巴尔塔）
- Engage Kill（夕桐绫乃）
- TEVI（采维）

2024年
- 魔法禁书目录 幻想收束（夕桐绫乃）
- 神魔之塔（貪嗔癡愛・潘金蓮）
- 最終幻想14（斯菲因）

2025年
- 蔚藍檔案（調月莉音）
- 鳴潮（尤諾）

### 廣播劇CD
- 關於喜歡的人（麦田）
- 千年戦争アイギス 月下の花嫁（ケイティ[83]）※小說第4卷 特裝版
- 魔法使的新娘（妖精）※漫畫第5卷 初回限定版

### 參與作品
| 販售日   | 標題                                                           | 名義 | 歌曲                    | 商業搭配                     |
| 2014年   | 2014年                                                         | 2014年 | 2014年                  | 2014年                       |
| -------- | -------------------------------------------------------------- | --- | ----------------------- | ---------------------------- |
| 8月20日  |                                                                | 園川桃香（大橋彩香）、鳳美煌（內山夕實）、經堂麻耶（Lynn）、春日野麗（大久保瑠美）、豪德寺佳代（東山奈央） | 「」「」                | 電視動畫『生存遊戲社』片尾曲 |
| 10月1日  |                                                                | 鳳美煌（內山夕實）、經堂麻耶（Lynn）                                                                       | 「Fashionable Passion」 | 電視動畫『生存遊戲社』角色歌 |
| 10月22日 |                                                                | 經堂麻耶（Lynn）                                                                                           | 「」                    | 電視動畫『生存遊戲社』角色歌 |
| 10月22日 | 園川桃香（大橋彩香）、經堂麻耶（Lynn）、豪德寺佳代（東山奈央） | 「PEACEMAKER!」                                                                                            |                         | 電視動畫『生存遊戲社』角色歌 |

## 外部連結
- （日語）ARTSVISION官方網站 （页面存档备份，存于）
- （日語）Lynn的X（前Twitter）
- （日語）Lynn的Instagram帳戶